# 葛林芝塞布拉国家公园
葛林芝塞布拉國家公園（或稱布吉克尼西士巴拉國家公園、克尼西士巴拉國家公園），位於印度尼西亚蘇門答臘島中部，為蘇門答臘最大的國家公園，面積13,753平方（5,310平方英里），橫跨西苏门答腊省、占碑省、明古魯省和南苏门答腊省四個省，1984年列為東協遺產公園。2004年，葛林芝塞布拉國家公園與勒塞尔火山国家公园、南巴里桑山脉国家公园一起以「苏门答腊热带雨林」名稱，獲聯合國教科文組織登錄為世界遗产，2011年被列為瀕危世界遺產。

## 地理
葛林芝塞布拉國家公園位於東經100°31'18"至102°44'01"，南緯1°07'13"至3°26'14"之間，海拔200（660英尺）－3,805（12,484英尺）。巴里桑山脈由西北至東南貫穿葛林芝塞布拉國家公園，區內有標高3,805（12,484英尺）的蘇門答臘島最高峰葛林芝火山，以及東南亞最高的火山口湖土朱山湖（Lake Gunung Tujuh）。大蘇門答臘斷層（Great Sumatran fault）由西北至東南貫穿國家公園。公園為熱帶雨林氣候，年平均降雨量為2,991（117.8英寸），每年旱季不到兩個月，平均溫度在攝氏16°C－28°C之間，相對濕度為77－92%。

## 歷史沿革
1982年，印度尼西亞農業部長宣布劃定一個區域為國家公園候選地，面積1,424,650公頃（3,520,400英畝），即為現今的葛林芝塞布拉國家公園，該地區由17個小型自然保護區、野生動物保護區、保護林地等地組合，惟國家公園邊界在1999年才得到法律確認:7。
1984年東協遺產公園計畫成立時，葛林芝塞布拉國家公園為首批登錄為東協遺產公園的11個項目之一，當時印度尼西亞有3個國家公園名列其中。

## 生態

### 動物
葛林芝塞布拉國家公園動物群包括苏门答腊虎，該公園被「全球老虎生存計畫」（Tigers Alive Initiative）認定為世界上12個最重要的老虎保護保護區之一:7。根據2011年一項研究，該公園內擁有蘇門答臘島上最多的老虎，估計有165－190隻；其他種類的貓科動物包括雲豹、纹猫、豹貓、金貓。2014年11月6日，公園內的摄像头拍攝到母金貓叼著小金貓的图像。
受威脅的物種包括蘇門答臘豺（學名：Cuon alpinus sumatrensis）、蘇門答臘象、巽他云豹、馬來貘、马来熊等。2008年重新發現蘇門答臘麂，國際自然保護聯盟添加到了蘇門答臘動物群名單中，這種麂自1920年代後期以來已沒有記錄。公園內還有300多種鳥類，包括特有種施氏八色鸫、條紋鵯，以及2002年重新發現的蘇門答臘走鵑，國家公園內的鳥類受到非法狩獵的威脅。
1980年代，公園中的苏门答腊犀估計約有500隻，但由於偷獵，葛林芝塞布拉國家公園內的蘇門答臘犀群體被認為已滅絕。

### 植物
葛林芝塞布拉國家公園為生物多樣性豐富的熱帶雨林，約有4,000種植物，優勢植物是龙脑香科、豆科、樟科、桃金孃科和番木瓜科。特色植物包括世界上最大的花阿諾爾特大花草，以及世界上最大的不分支花序巨花魔芋、南洋松等。其存在多種類型的森林生態系統，從低地森林、亞高山帶、泥炭沼澤森林、淡水沼澤、湖泊等。

## 野生保育活動
為了讓外界瞭解蘇門答臘象的生態，明古魯省的塞布拉（Seblat）大象保護中心為當地唯一接收本地和外國學生，提供學習照顧大象的場所。2012年6月，來至法國、俄羅斯、捷克、瑞士、比利時與印度尼西亞本地的志願者，在為期7天的課程中學習如何照顧大象，他們幫助中心的19頭大象餵食和洗澡，給一頭兩歲的小象餵奶。課程結束後，志願者返國並提出學習報告。

## 世界遺產登錄
2004年6月至7月，第28屆世界遺產委員會會議於中华人民共和国蘇州召開，由印度尼西亞申報的項目「蘇門答臘熱帶雨林」經大會通過登錄為世界遗产，「布吉克尼西士巴拉國家公園」在名單之中，編號為1167-002號。
该世界遗产被认为满足世界遺產登錄基準中的以下基準而予以登錄：
- （vii）包含出色的自然美景与美学重要性的自然现象或地区。
- （ix）在陆上、淡水、沿海及海洋生态系统及动植物群的演化与发展上，代表持续进行中的生态学及生物学过程的显著例子。
- （x）拥有最重要及显著的多元性生物自然生态栖息地，包含从保育或科学的角度来看，符合普世价值的濒临绝种动物种。[13]

| 世界遺產編號 | 名稱                     | 所在地          | 保護範圍      | 緩衝範圍 |
| ------------ | ------------------------ | --------------- | ------------- | -------- |
| 1167-002     | 布吉克尼西士巴拉國家公園 | 2°25′S 101°29′E | 1,375,350公頃 |          |

2011年起至今，「蘇門答臘熱帶雨林」因非法森林採伐、農業侵占、偷獵、修建道路破壞環境等因素，被列為瀕危世界遺產。

## 圖集

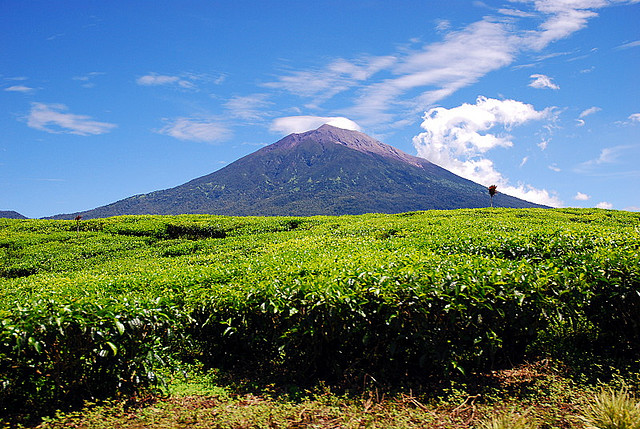
國家公園內的葛林芝火山
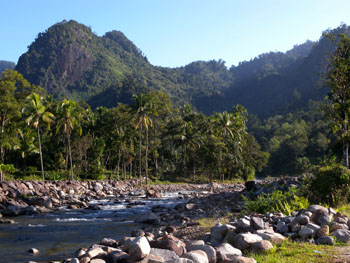
國家公園內的河流
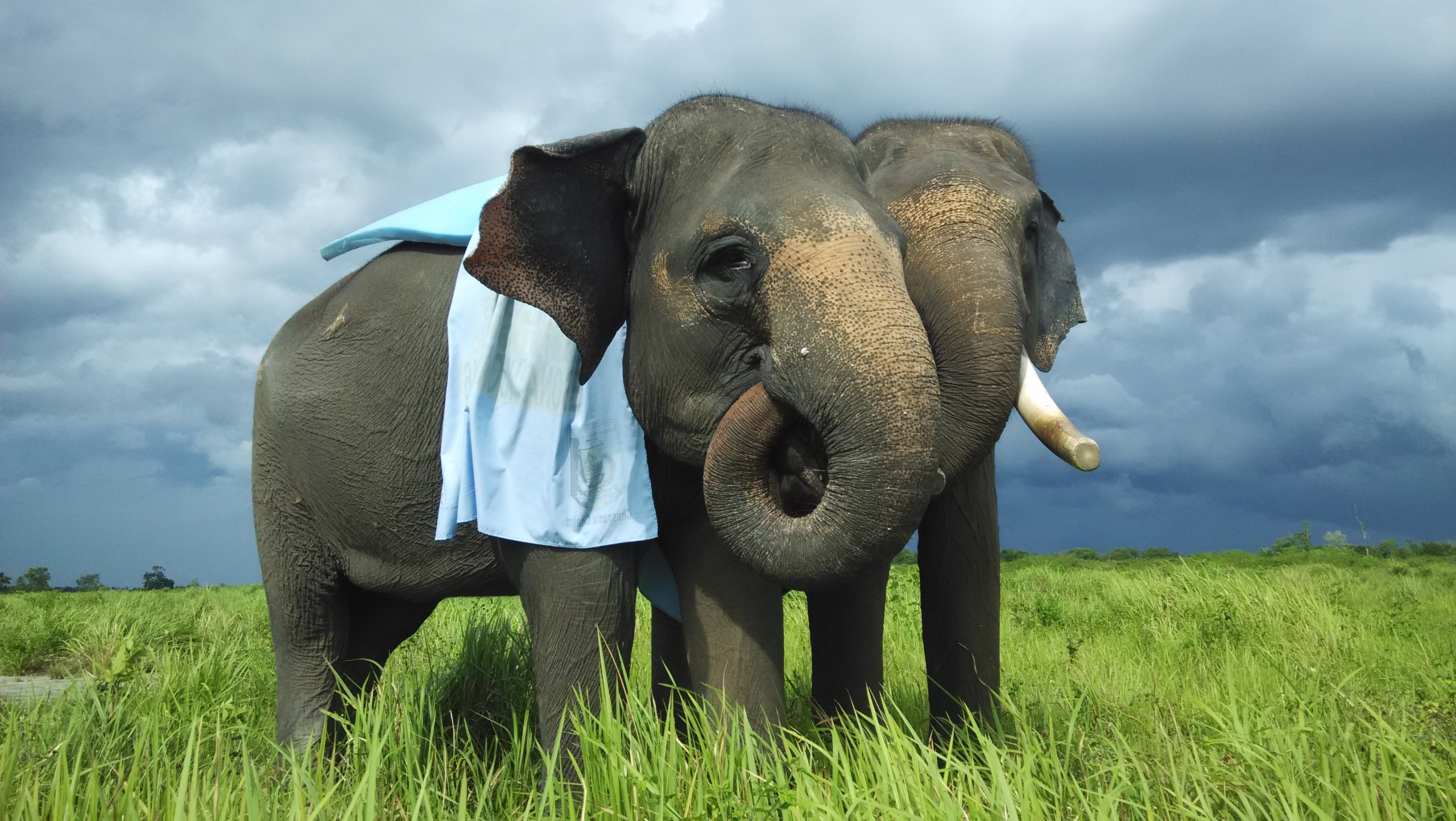
國家公園內的蘇門答臘象
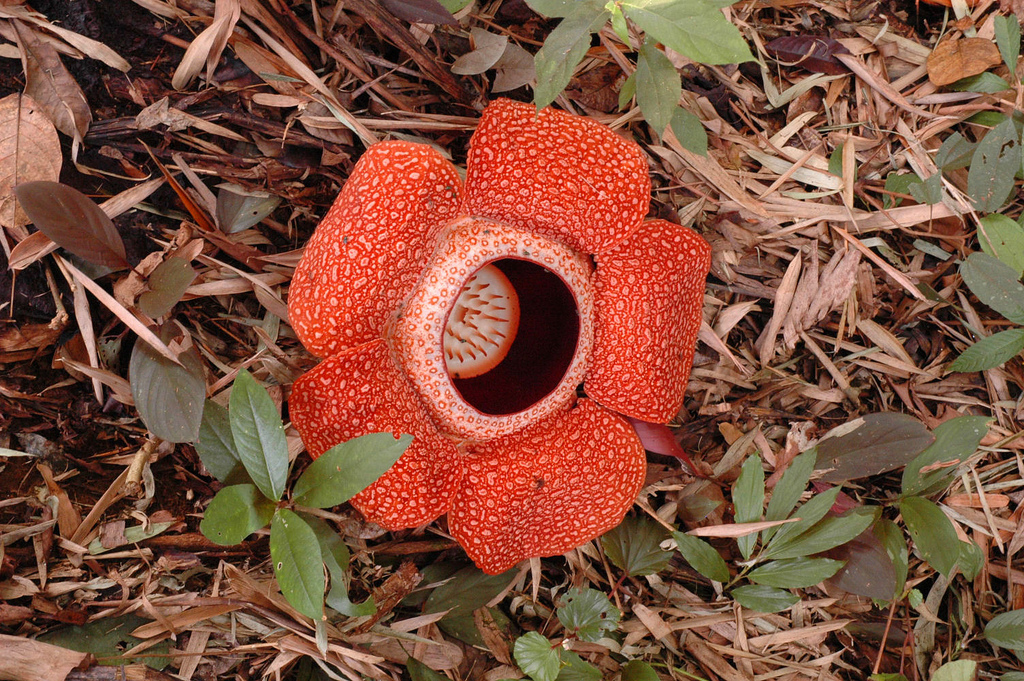
國家公園內的大王花